# Элий Паулин (викарий)
Элий Павлин (лат. Aelius Paulinus) (III—IV век) — викарий (vicariam praefeciuram agentis) Африки при Константине I.
Во времена церковного раскола, в 314 году Константин поручил ему расследовать обвинения в Traditores против Феликса, епископа Аптунгны (Aptungna, Autumna) (Африка). Расследование началось в Аптунгне и завершилось в Карфагене в пользу Феликса.
У Оптата из Милевита есть диалог-допрос, в котором Элий говорит следующее:

Константин Великий, будучи Августом и Лициний, Цезарь соизволили оказать такую помощь христианам не для того, чтобы их установления были разрушены, напротив они были настроены, что религия эта будет соблюдаться и уважаться. Не льстите себе, говоря мне, что вы поклоняетесь Богу и учитывая это не можете быть подвергнутым пыткам. Вы должны быть замучены, так как ложь-вещь чуждая христианам. Так говорите правду, откровенно, тогда вы не подвергнетесь пыткам.— Optatus of Milevis, Against the Donatists. Appendix I. Acta Purgationis Felicis Episcopi Autumnitiani.